# Sigara
Sigara es un género de insectos acuáticos de la familia Corixidae. Algunas especies dentro de este género son halófilas; por ejemplo, se han observado casos del género en los salares de Makgadikgadi hipersalinos en Botsuana.

## Especies
Este género contiene las siguientes especies:
| - Sigara alluaudi (Kirkaldy, 1899) g - Sigara alternata (Say, 1825) i c g b - Sigara arguta - Sigara assimilis (Fieber, 1848) g - Sigara atomaria Illiger, 1807 g - Sigara basalis (A.Costa, 1843) g - Sigara bellula (Horváth, 1879) g - Sigara berneri Hungerford and Hussey, 1957 i c g - Sigara bicoloripennis (Walley, 1936) i c g - Sigara bradleyi (Abbott, 1913) i c g - Sigara compressoidea (Hungerford, 1928) i c g - Sigara conocephala (Hungerford, 1926) i c g b - Sigara cubiensis Hungerford, 1948 g - Sigara daghestanica Jansson, 1983 g - Sigara decorata (Abbott, 1916) i c g - Sigara decoratella (Hungerford, 1926) i c g - Sigara defecta Hungerford, 1948 i c g - Sigara denseconscripta g - Sigara depressa Hungerford, 1948 i c g - Sigara distincta - Sigara distorta (Distant, 1911) g - Sigara dolabra Hungerford and Sailer, 1943 i c g - Sigara dorsalis - Sigara douglasensis (Hungerford, 1926) i c g - Sigara falleni (Fieber, 1848) g - Sigara fallenoidea (Hungerford, 1926) i c g - Sigara formosana (Matsumura, 1915) g - Sigara fossarum (Leach, 1817) g - Sigara gordita (Abbott, 1913) i c g - Sigara grossolineata Hungerford, 1948 i c g - Sigara hellensii (C.R.Sahlberg, 1819) g - Sigara hoggarica Poisson, 1929 g - Sigara hubbelli (Hungerford, 1928) i c g - Sigara hydratotrephes (Kirkaldy, 1908) i c g - Sigara iactans Jansson, 1983 g - Sigara italica Jaczewski, 1933 g - Sigara janssoni Lucas Castro, 1983 g - Sigara johnstoni Hungerford, 1948 i c g - Sigara knighti Hungerford, 1948 i c g - Sigara krafti Stonedahl, 1984 i c g - Sigara lateralis (Leach, 1817) g - Sigara lemana Fieber, 1860 g - Sigara limitata (Fieber, 1848) g - Sigara lineata (Forster, 1771) i c g b - Sigara longipalis (J.Sahlberg, 1878) g - Sigara mackinacensis (Hungerford, 1928) i c g b - Sigara macrocepsoidea Hungerford, 1942 i c g - Sigara macropala (Hungerford, 1926) i c g - Sigara mathesoni Hungerford, 1948 i c g - Sigara mayri (Fieber, 1860) g | - Sigara mckinstryi Hungerford, 1948 i c g - Sigara meridionalis (Wallengren, 1875) g - Sigara minuta Fabricius, 1794 g - Sigara mississippiensis Hungerford, 1942 i c g - Sigara modesta (Abbott, 1916) i c g - Sigara mullettensis (Hungerford, 1928) i c g b - Sigara nevadensis (Walley, 1936) i c g - Sigara nigrolineata - Sigara nigroventralis (Matsumura, 1905) g - Sigara omani (Hungerford, 1930) i c g b - Sigara ornata (Abbott, 1916) i c g b - Sigara paludata Hungerford, 1942 i c g - Sigara pectenata (Abbott, 1913) i c g - Sigara penniensis (Hungerford, 1928) i c g - Sigara platensis g - Sigara quebecensis (Walley, 1930) i c g - Sigara rubyae g - Sigara saileri Wilson, 1953 i c g - Sigara salgadoi Lucas Castro, 1983 g - Sigara santiagiensis (Hungerford, 1928) g - Sigara scabra (Abbott, 1913) i c g - Sigara schadei Hungerford, 1928 g - Sigara scholtzi Fieber, 1860 g - Sigara scholtzii Scholtz, 1847 g - Sigara scotti (Douglas & Scott, 1868) g - Sigara scripta (Rambur, 1840) g - Sigara selecta (Fieber, 1848) g - Sigara semistriata (Fieber, 1848) g - Sigara septemlineata (Paiva, 1918) g - Sigara servadeii Tamanini, 1965 g - Sigara sigmoidea (Abbott, 1913) i c g - Sigara signata (Fieber, 1851) i c g - Sigara solensis (Hungerford, 1926) i c g - Sigara stagnalis (Leach, 1817) g - Sigara stigmatica (Fieber, 1851) i c g - Sigara striata (Linnaeus, 1758) i c g - Sigara tadeuszi Lundblad, 1933 g - Sigara takahashii Hungerford, 1940 g - Sigara transfigurata (Walley, 1930) i c g - Sigara trilineata (Provancher, 1872) i c g b - Sigara truncatipala (Hale, 1922) g - Sigara tucma g - Sigara vallis Lauck, 1966 i c g - Sigara vandykei Hungerford, 1948 i c g - Sigara variabilis (Hungerford, 1926) i c g - Sigara venusta (Douglas & Scott, 1869) g - Sigara virginiensis Hungerford, 1948 i c g b - Sigara washingtonensis Hungerford, 1948 i c g b - Sigara yala g - Sigara zimmermanni (Fieber, 1851) i c g |

Fuentes: i = ITIS, c = Catalogue of Life, g = GBIF, b = Bugguide.net